# NGC 6503
NGC 6503 is een spiraalvormig sterrenstelsel in het sterrenbeeld Draak. Het hemelobject werd op 22 juli 1854 ontdekt door de Duits astronoom Arthur Auwers. Dit zou Auwers' eerste en enige ontdekking worden van een deepsky object dat tevens een plaats kreeg in de New General Catalogue. Auwers had echter nog een tweede object gevonden, NGC 4402, maar dit sterrenstelsel werd reeds eerder ontdekt door Johnstone Stoney te Birr Castle, Ierland. NGC 6503 bevindt zich op een afstand van ongeveer 17 miljoen lichtjaar en heeft een diameter van 30.000 lichtjaar.

## Synoniemen
- UGC 11012
- MCG 12-17-9
- ZWG 340.19
- KARA 837
- IRAS17499+7009
- PGC 60921